# Go, Johnny, Go! (film)
Pour les articles homonymes, voir Go, Johnny, Go!.
Pour plus de détails, voir Fiche technique et Distribution.
Go, Johnny, Go! est un film musical en noir et blanc de 1959, réalisé par Paul Landres et Piero Vivarelli, mettant en vedette Alan Freed en tant que découvreur de talents à la recherche d'une future star du rock 'n' roll. Les co-vedettes du film sont Jimmy Clanton (en), Sandy Stewart (en) et Chuck Berry. Le film est également sorti sous les titres de Johnny Melody, The Swinging Story et The Swinging Story of Johnny Melody.
L'intrigue du film, assez succincte, est un prétexte pour montrer de nombreux intermèdes musicaux interprétées par de grands noms du rock 'n' roll et du rhythm and blues tels Chuck Berry, Eddie Cochran, Jackie Wilson, Ritchie Valens, The Cadillacs, etc. Le titre du film provient à la fois de la chanson Go, Jimmy, Go de Jimmy Clanton et des paroles « Go, Johnny, Go, Go! » de la chanson Johnny B. Goode de Chuck Berry.

## Synopsis
Le célèbre disc jokey, découvreur de talents et organisateur de spectacles Alan Freed raconte à Chuck Berry l'histoire de Johnny Melody.
Johnny est un un garçon qui n'a pas connu ses parents et qui a été élevé dans un orphelinat. Il décide de devenir chanteur dans l'espoir d'atteindre la célébrité au plus vite. Il enregistre une démo à ses frais et l'envoie à Alan. Celui-ci, après avoir écouté le morceau, se persuade que le garçon a tout ce qu'il faut pour percer dans le monde du rock 'n' roll. Mais juste au moment où tout semble aller pour le mieux, un incident empêche les deux protagonistes d'entrer en contact. Pendant ce temps, la fête de Noël approche et Johnny, déçu et aigri, va jusqu'à commettre un vol pour offrir un cadeau à sa fiancée…

## Fiche technique
- Titre original : Go, Johnny, Go!
- Réalisation : Paul Landres, Piero Vivarelli
- Scénario : Gary Alexander
- Production : Hal Roach Jr., Alan Freed, Jack Hooke
- Photographie : Jack Etra, Eddie Fitzgerald
- Société de distribution : Valiant Films
- Musique : Leo Klatzkin
- Pays :  États-Unis
- Langue : anglais
- Durée : 75 minutes
- Genre : film musical
- Format : noir et blanc - 1,37:1 - mono - 35 mm
- Date de sortie :
  - États-Unis : Juin 1959
  - France : 31 octobre 1979[1]

## Distribution
- Alan Freed : lui-même
- Jimmy Clanton (en) : Johnny Melody
- Sandy Stewart (en) : Julie Arnold
- Chuck Berry : lui-même
- Herb Vigran : Bill Barnett
- Frank Wilcox : M. Arnold
- Ritchie Valens : lui-même
- Eddie Cochran : lui-même
- Jo Ann Campbell : elle-même
- Jackie Wilson : lui-même
- Martha Wentworth : Mme McGillacudy, la propriétaire de Johnny
- Robert Foulk : policier dans une bijouterie
- William Fawcett : concierge à la station de radio
- Dick Elliott : homme attendant le téléphone
- Joe Flynn : huissier

La légende du jazz Dave Brubeck, non créditée, apparaît en tant que pianiste accompagnant Chuck Berry lorsqu'il chante Little Queenie.

### Anecdotes du casting
- Jimmy Clanton est un chanteur impliqué dans la scène musicale de la Nouvelle-Orléans, surnommé « Swamp Pop Teenage Idol »[4].
- Go, Johnny Go! est la seule apparition au cinéma de Ritchie Valens, décédé peu de temps après le tournage dans un accident d'avion, avec Buddy Holly et The Big Bopper. Le film est sorti après la mort de Valens[5]. C'est sa mère qui est créditée comme auteure de la chanson qu'il interprète dans le film afin qu'elle puisse toucher des droits d'auteurs. Celle-ci a ensuite été adaptée par Led Zeppelin pour leur titre Boogie with Stu'[6].
- Go, Johnny Go! est la troisième et dernière apparition cinématographique d'Eddie Cochran[2]. Une deuxième chanson, I Remember, a été filmée mais coupée au montage.
- Go, Johnny Go! est le dernier film avec Alan Freed, qui sera impliqué ensuite dans le scandale de la Payola[2].
- Dans la version italienne (Dai, Johnny, dai!), Adriano Celentano présente le film et interprète deux de ses chansons de l'époque avec son groupe, au début et à la fin du film. Le réalisateur Piero Vivarelli apparaît également dans le rôle du réalisateur de télévision qui donne des directives au groupe Molleggiato. Le film est distribué pour la première fois en Italie en 1961.

## Chansons
1. Go, Johnny Go! (Johnny B. Goode) – Chuck Berry
2. It Takes a Long Time – Jimmy Clanton
3. Jump Children – The Flamingos
4. Angel Face – Jimmy Clanton
5. Don't Be Afraid To Love – Harvey
6. Mama, Can I Go Out – Jo Ann Campbell
7. Teenage Heaven – Eddie Cochran
8. Playmates – Sandy Stewart
9. My Love Is Strong – Jimmy Clanton
10. Memphis, Tennessee – Chuck Berry
11. Jay Walker – The Cadillacs
12. You Better Know It – Jackie Wilson
13. Please Mr. Johnson – The Cadillacs
14. Heavenly Father – Sandy Stewart
15. Little Queenie – Chuck Berry
16. Ooh My Head – Ritchie Valens
17. Ship On A Stormy Sea – Jimmy Clanton

## Production
Go, Johnny Go! est filmé en une semaine, sur cinq jours, à partir du lundi 5 janvier 1959 au matin, dans les studios de Hal Roach Productions à Culver City en Californie.

## Réception
Le Film Bulletin qualifie le film d'« entrée mineure de rock 'n' roll » et mentionne qu'avec 17 chansons pressées en 75 minutes de film, « il y a peu de temps perdu sur l'intrigue ou le jeu d'acteur ». Le Motion Picture Daily remarque que cinq des dix stars du film sont chacune responsables de la vente d'un million de singles.